# Fienagione (Bruegel)

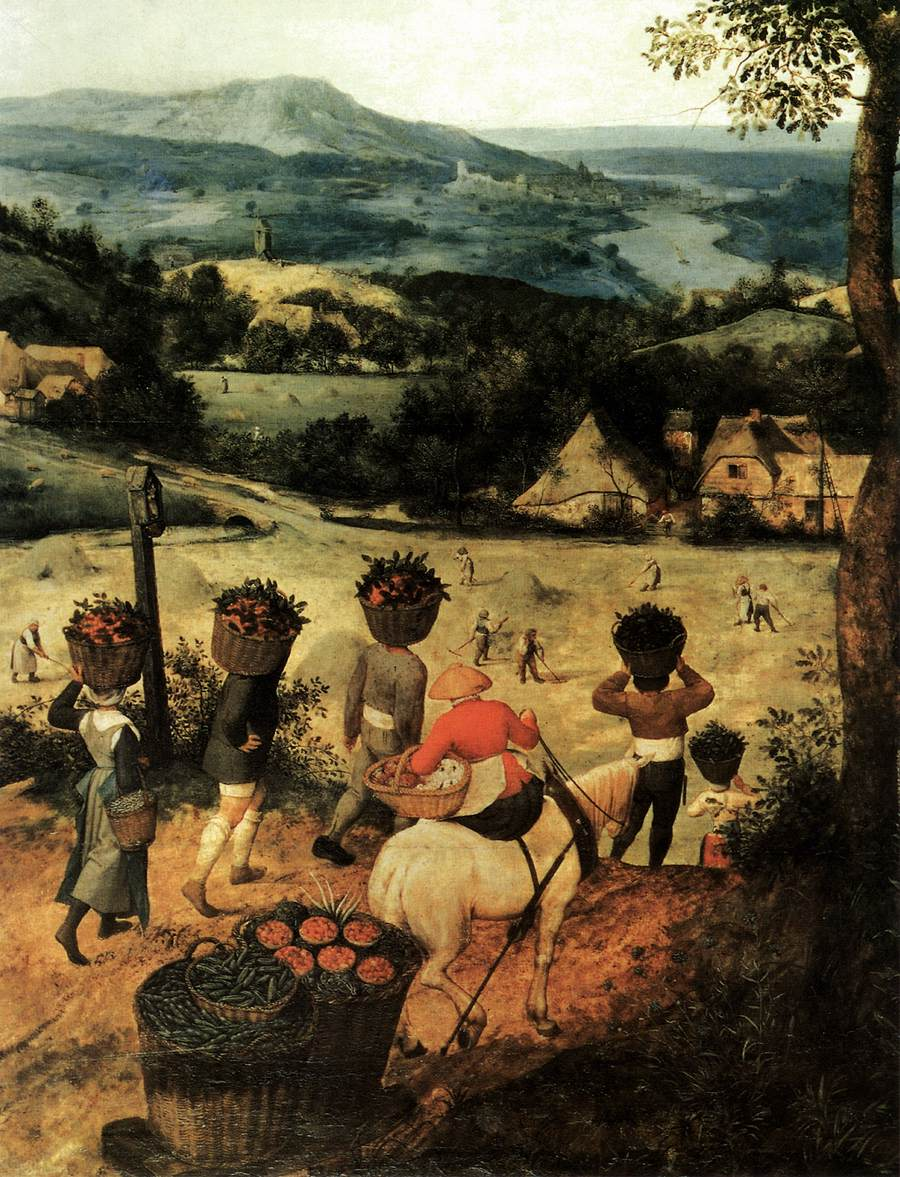
Dettaglio

La Fienagione  è un dipinto olio su tavola (117x161 cm) di Pieter Bruegel il Vecchio, datato 1565 e conservato in Palazzo Lobkowitz a Praga.

## Storia
L'opera fa parte della serie dei Mesi, completata con sole cinque tavole e già in possesso di Niclaes Jonghelinck di Anversa. Appena un anno dopo, nel 1566, venne ceduta all'amministrazione cittadina e nel 1594 fu l'oggetto di un dono a Ernesto d'Asburgo. La Fienagione fino al 1659 almeno fu nelle collezioni imperiali; nel 1864 era di proprietà della principessa Leopoldine Grassalkovich, nata Esterházy e per vie sconosciute finì poi al principe Lobkowitz in Boemia. È l'unica tavola della serie a non essere firmata né datata, sebbene una firma posticcia sia stata rimossa nel 1931.

## Descrizione e stile
La scena è ambientata probabilmente tra maggio e giugno, con un gruppo di contadini intenti alla rastrellatura del fieno. Si tratta in sostanza di livellare sul terreno il fieno tagliato ancora verde per farlo essiccare al sole e al vento in modo che non marcisca. A questo scopo piccoli cumuli di fieno ancora verdi sono tirati giù con i rastrelli a un carro trainato da due cavalli e spianati. In primo piano, nell'angolo inferiore sinistro, un uomo sta ridando forma a una falce con un martelletto e ha ai piedi un'altra falce da riparare. Al centro, tre ragazze si dirigono verso di lui; una di esse protegge dal sole con il cappello a larghe falde un orcio con acqua fresca. Poco dietro, a destra, quattro portatori di ceste vanno nella direzione opposta, assieme a una contadina a cavallo. Il gruppo regge sul capo ceste piene di ciliegie ed amarene  e passa a fianco di un'edicola, forse della Madonna, posta sul ciglio della strada, con sotto un piccolo omaggio floreale. Due ceste, posate a terra, contengono una del baccelli di piselli e l'altra delle ciotole con piccoli frutti rossi, probabilmente lamponi, protetti così perché particolarmente delicati. Il piano intermedio, dominato da un luminoso giallo, mostra vasti campi dove i contadini si dedicano alla rastrellatura. 
Nello sfondo si vedono alcune case, un villaggio in collina e, a sinistra, uno sperone roccioso con un castello sulla sommità e un altro sperone con un edificio che sporge pericolosamente sul dirupo, forse una miniera come farebbero pensare alcuni buchi nella roccia. A destra invece la veduta si perde a vista d'occhio con la vallata di un fiume che arriva fino al mare. I differenti piani sono esaltati dai contrasti coloristici di toni caldi (primo e medio piano) e freddi (sfondo).
Figure umane e umane e natura appaiono perfettamente fuse e domina un senso di tranquillità, senza quell'incedere frettoloso dei lavoranti che spesso si incontra nei lavori di Bruegel. Mancano anche le deformazioni caricaturali, ma anzi il gruppo delle donne, con una che guarda verso lo spettatore, appare come una piacevole parentesi. In definitiva sembra che Bruegel, nel dipingere la stagione calda, abbia volute ritrarre gli uomini allegri e soddisfatti, liberi sia dall'ozio che dalla fatica del lavoro inutile.